# Rudolph Vorster
Rudolph Vorster (* 4. Juni 1930; † 2008) war ein südafrikanischer Radrennfahrer und nationaler Meister im Radsport.

## Sportliche Laufbahn
Vorster hatte bis Anfang 1953 sechs nationale Titel, unter anderem im Sprint 1951 und 1952, bei den Bahnmeisterschaften Südafrikas errungen. 1953 kam Vorster nach Deutschland und wurde für einige Zeit Trainingsgefährte von Werner Potzernheim, der ihm auch Starts auf den deutschen Radrennbahnen ermöglichte. Mehrfach startete er auch auf Bahn der Werner-Seelenbinder-Halle in Berlin.